# Ормиля
Ормиля — річка  в Україні, у Звягельському  районі Житомирської області. Права притока Случі (басейн Дніпра).

## Опис
Довжина річки приблизно 3 км.

## Розташування
Бере  початок на північному заході від села Вершниці. Тече переважно на північний захід і на південній стороні від Чижівки впадає в річку Случ, праву притоку Горині.